# Cryptomys hottentotus
Espèce
Synonymes
- Cryptomys amatus (Wroughton, 1907)
- Cryptomys whytei Thomas, 1897

Statut de conservation UICN

 LC  : Préoccupation mineure
Le Rat-taupe africain ou  Rat-taupe hottentot (Cryptomys hottentotus) est une espèce de mammifères rongeurs de la famille des Bathyergidae,. Ce rat-taupe vit dans des souterrains un peu partout au sud de l'Afrique.
L'espèce a été décrite pour la première fois en 1826 par le zoologiste français René Primevère Lesson (1794-1849).

## Liste des sous-espèces
Selon Mammal Species of the World (version 3, 2005)  (15 déc. 2012) :
- sous-espèce Cryptomys hottentotus hottentotus
- sous-espèce Cryptomys hottentotus natalensis
- sous-espèce Cryptomys hottentotus whytei

Selon NCBI (15 déc. 2012) :
- sous-espèce Cryptomys hottentotus hottentotus
- sous-espèce Cryptomys hottentotus mahali
- sous-espèce Cryptomys hottentotus natalensis
- sous-espèce Cryptomys hottentotus nimrodi
- sous-espèce Cryptomys hottentotus pretoriae